# Abandoned Cities
Albums de Harold Budd
The Serpent (in Quicksilver)
(1981) The Pearl
(1984)
Abandoned cities est un album de musique ambient d'Harold Budd sorti en 1984.

## Liste des titres
L'album ne comporte que deux pistes, assez longues :
| 1.    | Face A : Dark Star        | 19:45 |
| 2.    | Face B : Abandoned Cities | 23:00 |
| 42:45 |                           |       |

il fait l'objet de ré-éditions en CD, avec l'album The Serpent (in Quicksilver) (1981), en 1989 par Opal Records et en 2005 par All Saints Records (en).